# Kuibyshevskaya Sinyaya
Kuibyshevskaya Sinyaya en ruso: Куйбышевская Синяя es una variedad cultivar de ciruelo (Prunus domestica), de las denominadas ciruelas europeas,
una variedad de ciruela obtenida en la "Estación Experimental de Horticultura de Kuibyshev". Las frutas tienen un tamaño mediano, forma oval redondeada, uniforme, color de la cubierta verde, cubierta azul sólido, y pulpa de color verde, tierna y jugosa; siendo el color de la cavidad el mismo que el de la pulpa, jugo incoloro, y sabor agridulce.

## Sinonimia
- "Куйбышевская Синяя",
- "Azul de Kuibyshev",
- "Слива Куйбышевская Синяя",
- "Sliva Kuibyshevskaya Sinyaya".[3][5]

## Historia
'Kuibyshevskaya Sinyaya' es una variedad de ciruela que se obtuvo por el obtentor E.P. Finaev en la "Estación Experimental de Horticultura de Kuibyshev" mediante el cruce de las variedades 'Ternoslivka Kuibyshevskaya' como "Parental Madre" x el polen de la variedad 'Renklod Bave' (incluida en el grupo de las Reinas Claudias) como "Parental Padre".
'Kuibyshevskaya Sinyaya' fue incluida en el "Registro Estatal de Rusia para la región del Volga Medio" en 1988.

## Características
'Kuibyshevskaya Sinyaya' es un árbol de tamaño mediano, de crecimiento rápido. La copa es ovalada esférica, de densidad media, la fructificación se produce en ramas de 2-3 años, la corteza del tronco y las ramas principales es lisa, de color verde grisáceo, los brotes son gruesos, rectos, de color marrón rojizo, desnudos, hay pocas lenticelas, de tamaño mediano, blancas, las hojas son de longitud y anchura medias, ovoides, de punta corta, de color verde oscuro, arrugadas y mate, el borde de la hoja es biserrado. La inflorescencia presenta flores simples, medianas, blancas. La floración se produce del 10 al 20 de mayo, es bastante autofértil, mejora su rendimiento con polinización cruzada, siendo los mejores polinizadores: 'Skorospelka Krasnaya', 'Zhiguli', 'Mirnaya', 'Ternoslivka Kuibyshevskaya'. La fructificación es anual, los frutos están bien adheridos al árbol y no se desmoronan.
'Kuibyshevskaya Sinyaya' tiene frutos de tamaño mediano uniforme, siendo su peso promedio de 25,1 gr, de forma ovalada redonda, con el ápice del fruto redondo, siendo la base del fruto dentada, siendo el color verde, cubierta azul sólido, con puntos subcutáneos promedio, blancos y claramente visibles, piel mediana, desnuda, con una capa cerosa fuerte, difícil de separar del fruto; sutura ventral es pequeña, apenas perceptible; pedúnculo de longitud y grosor medianos, fácil de separar de la rama, la unión al hueso es débil; la pulpa es verde, tierna y jugosa; siendo el color de la cavidad el mismo que el de la pulpa, jugo incoloro, y sabor agridulce. La calificación de sabor de las frutas frescas es de 4,0 puntos. La fruta contiene materia seca - 14.3%, azúcares - 9.25%, ácidos - 1.47%, ácido ascórbico - 5.86 mg / 100 g.
Hueso hueso es semi adherente, mediano ovoide romo, poco profundo.
El período de maduración de los frutos es media tardía. El período de cosecha se realiza en la segunda decena de agosto. Los frutos son de buena calidad comercial y de consumo, su transportabilidad es buena. Los frutos cosechados de 3 a 5 días antes de la maduración se conservan bien durante 10 a 12 días.

## Usos
Una variedad universal, pues además de futa fresca postre en mesa, es adecuada para hacer mermeladas, compotas, y usos culinarios varios.

## Susceptibilidades
La resistencia invernal de los árboles de esta variedad es bastante alta. Su resistencia a la sequía es media. No es susceptible a la moniliosis, pero sí a la gomosis. En algunos años, los frutos se ven afectados por la polilla de la ciruela en un 0,5%. 
Crece mejor en zonas elevadas y en pendientes suaves. Requiere suelos bien drenados de composición mecánica ligera y media, arenosos, franco arenosos y francos ligeros. 
Ventajas de la variedad: alto rendimiento anual 
Desventajas de la variedad: frutos de tamaño insuficiente.